# Saliotiet
Het mineraal saliotiet is een natrium-lithium-aluminium-silicaat met de chemische formule (Na, Li)Al4Si3O10(OH)5. Het fylosilicaat behoort tot de kleimineralen, meer bepaald tot de smectiet-groep.

## Eigenschappen
Het doorzichtig tot doorschijnend kleurloze of parelwitte saliotiet heeft een parelglans, een witte streepkleur en de splijting is perfect volgens het kristalvlak [001]. Saliotiet heeft een gemiddelde dichtheid van 2,75 en de hardheid is 2 tot 3. Het kristalstelsel is monoklien en het mineraal is niet radioactief.